# 磷酸铋处理法

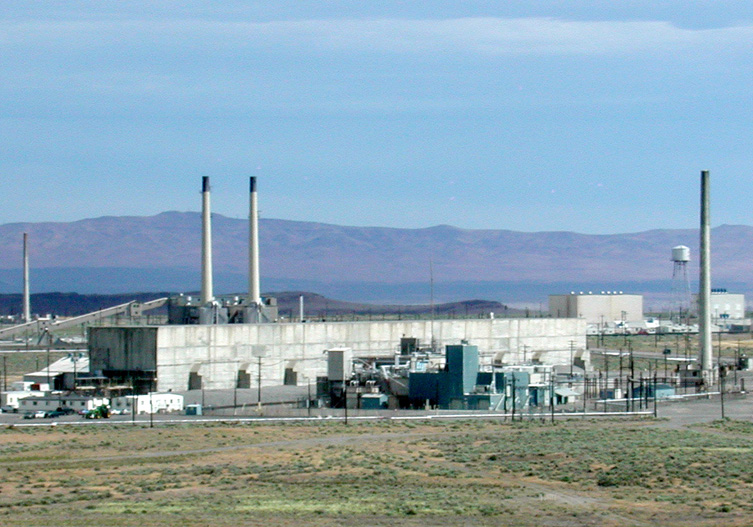
汉福德区的U厂是该区第三座钚处理厂。B厂和T厂当时已经能处理足量的钚了，于是U厂就作训练用。

磷酸铋处理法（英語：bismuth phosphate process）可在核反应堆中将钚从经过辐照的铀提取出来，由美国化学家斯坦利·葛纳德·汤普森在二战期间于加利福尼亞大學伯克利分校发明。该处理法被用来在汉福德区处理钚，其所得的钚被装填在投向广岛的小男孩原子弹里。1950年代，磷酸铋处理法被REDOX法和PUREX法取代。